# Mokrotyn
Mokrotyn (ukrainisch Мокротин; russisch Мокротин Mokrotin, polnisch Mokrotyn, früher auch Mokrocin, Mokroczyn) ist ein Dorf in der westukrainischen Oblast Lwiw mit etwa 800 Einwohnern.
Am 12. Juni 2020 wurde das Dorf ein Teil der neu gegründeten Stadtgemeinde Schowkwa im Rajon Lwiw, bis dahin bildete es mit den Dörfern Kopanka (Копанка), Poljany (Поляни), Terniw (Тернів) und Widrodschennja die gleichnamige Landratsgemeinde im Rajon Schowkwa.

## Geschichte
Der Ort wurde im Jahre 1399 als Mokroczyn erstmals urkundlich erwähnt, und zwar später als Macrothyn (1440), Mocrothyn (1440), Mokrothin (1469) und so weiter. Der Name ist possessiv abgeleitet vom ukrainischen Wort мокрий (polnisch mokry, deutsch nass).
Er gehörte zunächst zum Lemberger Land in der Woiwodschaft Ruthenien der Adelsrepublik Polen-Litauen. Bei der Ersten Teilung Polens kam das Dorf 1772 zum neuen Königreich Galizien und Lodomerien des habsburgischen Kaiserreichs (ab 1804).
Im Jahre 1786 im Zuge der Josephinischen Kolonisation wurden auf dem östlichen Grund des Dorfes deutsche Kolonisten katholischer Konfession angesiedelt. Die ehemalige Kolonie wurde eine unabhängige Gemeinde, einfach Colonie Mokrotyn genannt und heute ist sie Widrodschennja.
Im Jahre 1900 hatte die Gemeinde Mokrotyn 280 Häuser mit 1763 Einwohnern, davon 1701 ruthenischsprachige, 62 polnischsprachige, 1701 griechisch-katholische, 42 römisch-katholische, 14 Juden, 6 anderen Glaubens.
Nach dem Ende des Polnisch-Ukrainischen Kriegs 1919 kam die Gemeinde zu Polen. Im Jahre 1921 hatte die Gemeinde Mokrotyn 356 Häuser mit 2109 Einwohnern, davon 2005 Ruthenen, 91 Polen, 13 Juden (Nationalität), 2015 griechisch-katholische, 74 römisch-katholische, 20 Juden (Religion).
Im Zweiten Weltkrieg gehörte der Ort zuerst zur Sowjetunion und ab 1941 zum Generalgouvernement, ab 1945 wieder zur Sowjetunion, heute zur Ukraine.
Im April und Mai 1944 wurden zusammen 87 Polen von OUN-UPA in Mokrotyn getötet.

## Sehenswürdigkeiten
- Orthodoxe Kirche  (erbaut 1890);

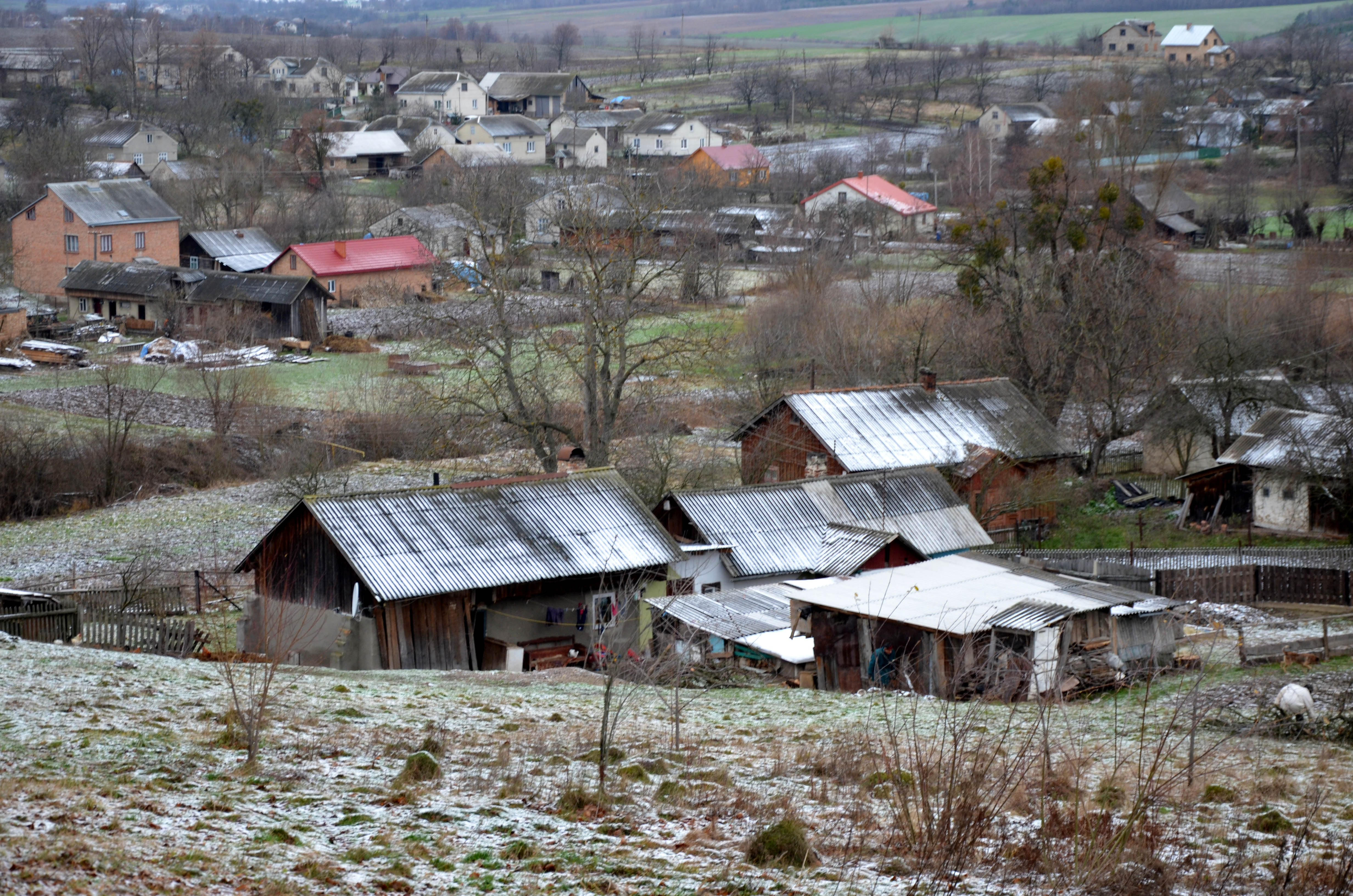
Blick auf das Dorf
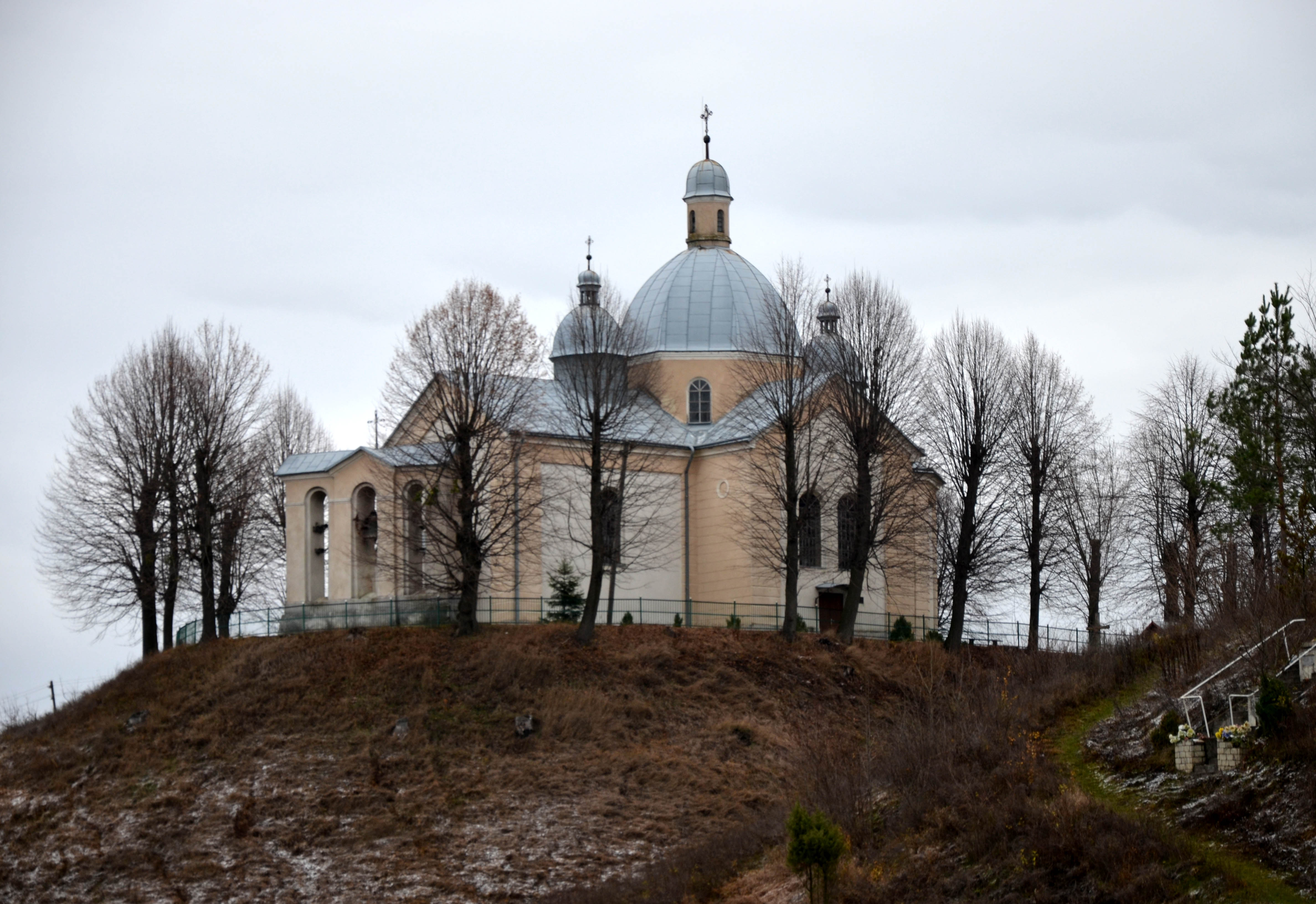
Kirche